# Osina (gmina)
Pour les articles homonymes, voir Osina.
Osina est une gmina rurale du powiat de Goleniów, Poméranie occidentale, dans le nord-ouest de la Pologne. Son siège est le village d'Osina, qui se situe environ 15 km au nord-est de Goleniów et 36 km au nord-est de la capitale régionale Szczecin.
La gmina couvre une superficie de 101,92 km2 pour une population de 3 034 habitants en 2016.

## Géographie
La gmina inclut les villages de Bodzęcin, Gorzęcino, Kałużna, Kikorze, Kościuszki, Krzywice, Osina, Przypólsko, Redło, Redostowo, Węgorza et Węgorzyce.
La gmina borde les gminy de Goleniów, Maszewo, Nowogard et Przybiernów.